# 袁宗儼
袁宗儼，江西分宜人，明朝政治人物。岁贡出身。
崇祯元年(1628年)，擔任廣東廣州府永安縣知縣（現紫金縣知縣）。后由黃鳳閣接任。